# Роберт Олдрич
Роберт Олдрич (енгл. Robert Aldrich; Роуд Ајланд, Њујорк, 9. август 1918 — Лос Анђелес, Калифорнија, 24. јануар 1983) је био амерички филмски редитељ, сценариста и продуцент. Освојио је две награде на Филмском фестивалу у Венецији (од четири номинације), једну на Берлинском, а за филм Шта се догодило са Беби Џејн? био је у конкуренцији за Златну палму на Канском филмском фестивалу.

## Изабрана филмографија
- Шта се догодило са Беби Џејн? (1962)
- Тихо, тихо, Шарлота (1964)
- Шта се догодило са ујном Алисом? (1967)